# Sunday 8PM
Sunday 8PM – drugi album studyjny brytyjskiej grupy Faithless wydany 18 września 1998. W 1999 wydany został album Sunday 8PM / Saturday 3AM zawierający dodatkową płytę zawierającą remiksy.

## Lista utworów
1. „The Garden” – 4:27
2. „Bring My Family Back” (feat. Rachael Brown) – 6:22
3. „Hour of Need” (feat. Rachael Brown) – 4:36
4. „Postcards” (feat. Dido) – 4:01
5. „Take the Long Way Home” – 7:13
6. „Why Go?” (feat. Boy George) – 3:57
7. „She's My Baby” (feat. Rachael Brown & Pauline Taylor) – 5:48
8. „God Is a DJ” – 8:01
9. „Hem of His Garment” (feat. Dido & Pauline Taylor) – 4:07
10. „Sunday 8PM” – 2:42
11. „Killer's Lullaby” – 6:10